# Marián Kello
Marián Kello est un footballeur international slovaque, né le 5 septembre 1982 à Gelnica en Slovaquie. Il évolue comme gardien de but.

## Carrière
- 2001-2002 :  FC Košice
- 2002-2007 :  FC Vítkovice
- 2007-2008 :  FBK Kaunas
- 2008-2012 :  Heart of Midlothian
- 2012-déc. 2012 :  Astra Giurgiu
- mars 2013-2013 :  Wolverhampton Wanderers
- oct. 2013-2015 :  Saint Mirren FC
- depuis 2015 :  Aris Limassol

## Palmarès
FBK Kaunas
- Championnat de Lituanie
  - Champion (1) : 2007
- Coupe de Lituanie
  - Vainqueur (1) : 2008
- Ligue balte
  - Vainqueur (1) : 2008